# Łahidne (obwód zaporoski)
Łahidne (ukr. Лагідне, do 2016 Kirowe, ukr. Кірове) – wieś na Ukrainie, w obwodzie zaporoskim, w rejonie połohowskim, w hromadzie Mołoczanśk. W 2001 liczyła 883 mieszkańców, wśród których 750 wskazało jako ojczysty język ukraiński, 131 rosyjski, a 2 inny.